# Korolev (Mondkrater)

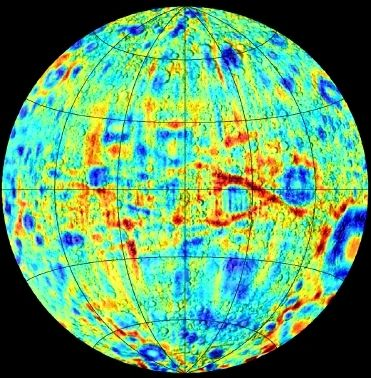
Schwereanomalien der Mondrückseite. Korolev ist der hellblaue Kreis rechts der Bildmitte (geringere Schwerkraft), dreieckförmig (rot) umgeben von Gebieten höherer Schwerkraft.

Der große Mondkrater Korolev liegt etwa in der Mitte der Mondrückseite.
- Selenografische Koordinaten der Kratermitte 5° Süd, 157° West
- Durchmesser etwa 420 km
- benannt nach dem russischen Raketen-Chefkonstrukteur Sergei Koroljow (1907–1966).

Der Großkrater hat die Form eines riesigen Doppelrings, wobei der Innenring fast 200 km Durchmesser hat, und weist kreisförmig eine negative Schwereanomalie auf (negatives Mascon), die sich ringsum ins stark positive ändert. Im Inneren der Formation befinden sich mehrere kleinere Krater, darunter zwei mit über 50 km Durchmesser.
Genau dieselbe Form des Doppelrings findet sich auch bei den südlich bzw. östlich liegenden Riesenkratern Apollo und Hertzsprung. Ebenso haben die drei Großstrukturen der Mondrückseite Ähnlichkeiten im Schwerebild (schwächer auch zum Mare Orientale), was auf verwandte Entstehungsgeschichten hinweist.
| Buchstabe | Position           | Durchmesser | Link |
| --------- | ------------------ | ----------- | ---- |
| B         | 3,66° S, 156,22° W | 20 km       |      |
| C         | 0,76° S, 153,18° W | 66 km       |      |
| D         | 0,36° S, 151,78° W | 24 km       |      |
| E         | 3,4° S, 153,31° W  | 37 km       |      |
| F         | 4,23° S, 152,67° W | 31 km       |      |
| G         | 5,63° S, 153,37° W | 12 km       |      |
| L         | 5,8° S, 156,69° W  | 28 km       |      |
| M         | 8,52° S, 157,36° W | 56 km       |      |
| P         | 8° S, 159,82° W    | 18 km       |      |
| T         | 4,25° S, 157,56° W | 23 km       |      |
| V         | 1,26° S, 161,82° W | 18 km       |      |
| W         | 0,26° S, 160,35° W | 31 km       |      |
| X         | 0,52° N, 159,18° W | 30 km       |      |
| Y         | 0,56° S, 158,39° W | 19 km       |      |